# 熔岩洞

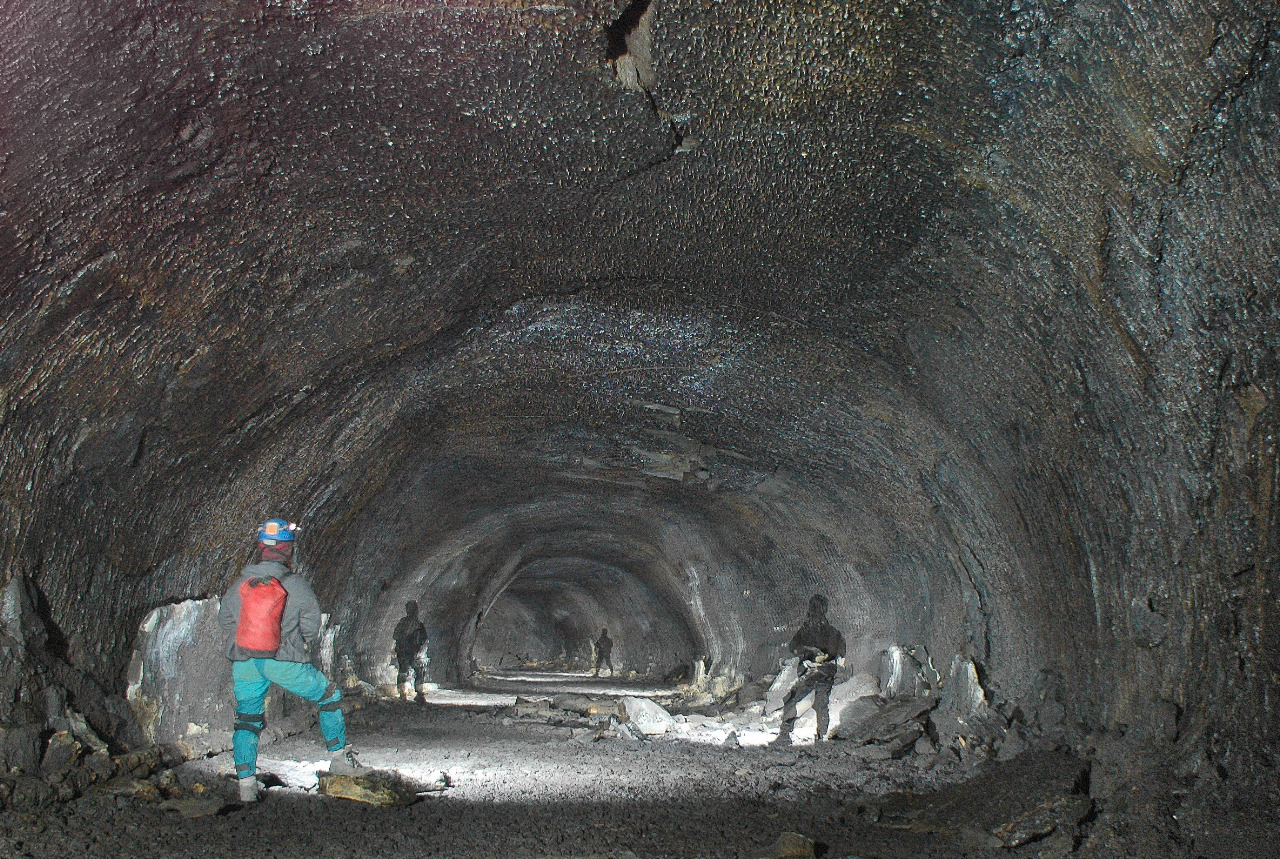
美國加利福尼亞州熔岩床國家紀念碑的經典熔岩管通道

熔岩洞是指在火山岩中形成的任何洞穴，儘管它通常是指由火山過程形成的洞穴，這些洞穴更恰當地稱為火山洞穴。海蝕洞和其它類型的侵蝕和縫隙洞穴，也可能在火山岩中形成，但通常是通過非火山過程，且在火山岩形成被放置很久之後。

## 類型

### 熔岩管
熔岩管是最常見和最廣泛的熔岩洞穴類型。熔岩管通常形成於繩狀熔岩流中，但也存在例外。當熔岩從噴口區域噴出時，它會沿阻力最小的路徑擴散。熔岩的外層變硬，而內部形成水平管道，引導熔岩流的前進。這些管道是熔岩管的起始階段，用於將熱量與熔岩隔離開來，然後為熔岩流提供一種方式，使其向前推進更長的距離。根據斜率、地勢和熔岩黏滯度，可以形成不同種類的熔岩管。多邊管通常是分支管，是那些形成平行和網狀的管。多邊管是直接位於另一根管子的頂部或下方的管子，也有時位於幾根管子的上方或下方。一些熔岩流包含多邊和多分支管道的混合。熔岩管還可以採取的另一種形式是管中管，如果牆壁的襯裡足夠脆弱，可以向內傾斜，在舊地板上形成新的地板，則可以在熔岩管內形成管中管。管中管通常是在主熔岩管最後一次排出熔岩時形成的。
一些熔岩管因為它們內部含有冰，因此被稱為冰洞。

### 表面管

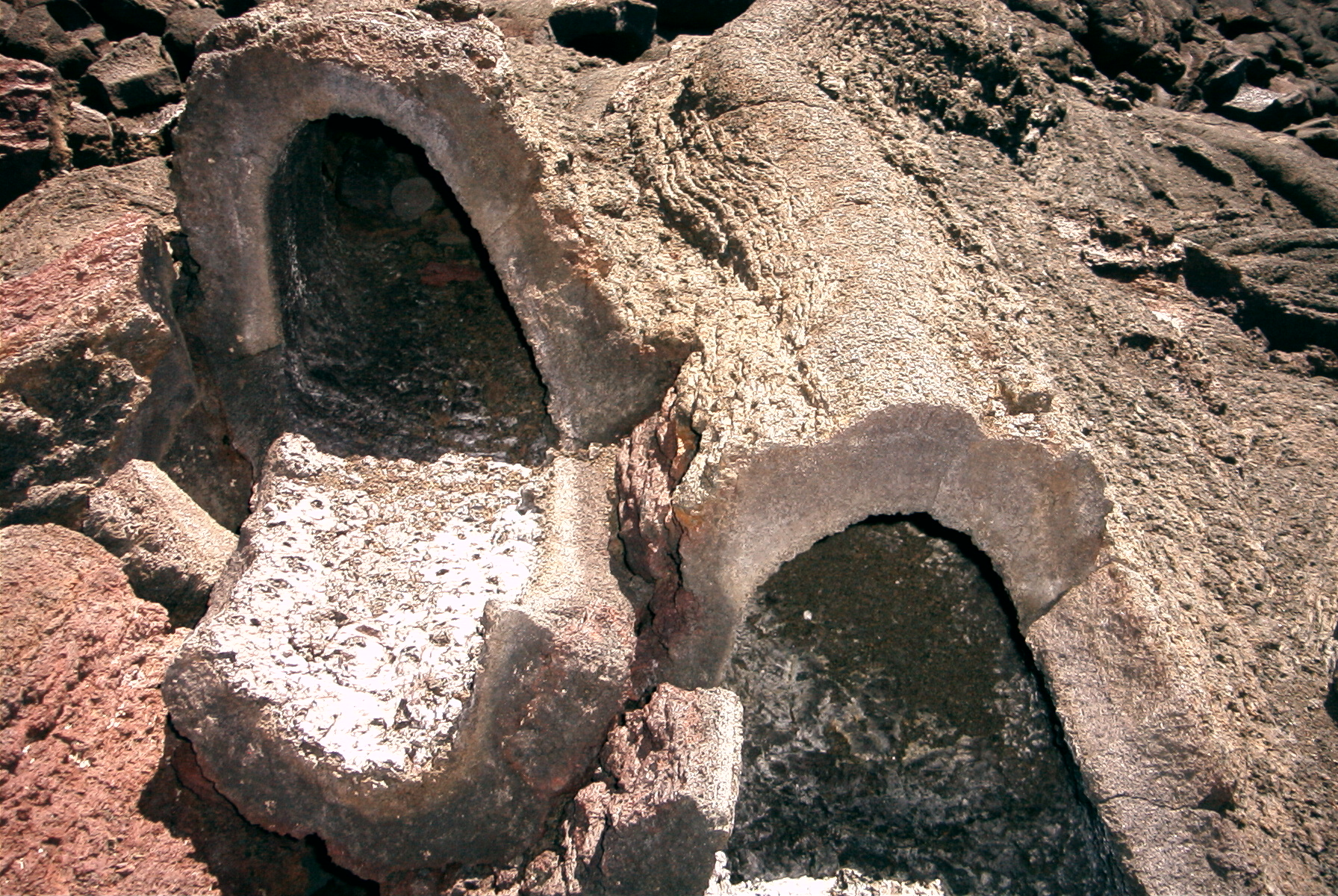
小表面管

地表管曾是熔岩流動的小溪，或流入熔岩通道的高流動性熔岩的流道。它們形成於現有的硬化表面上，大多數都太小而無法進入。它們是由流動的熔岩翻轉而成的。有時被稱為「脚趾」，它們被認為在熔岩管的生長（縱向）中起著重要作用。它們通常是在火山口、通道或熔岩庫溢出時形成的。它們非常淺，通常位於地表下只有幾英尺內。一些地表管可以連接到地表以下更深的熔岩管。表面管通常具有均勻的壁厚和半圓形橫截面，平面在下方，緊貼其形成的表面。分枝是常見的，廣泛的樹枝狀網絡並不罕見。寬度範圍從大約四英寸（十公分）到幾碼（公尺）。長度主要取決於熔岩的不間斷供應，範圍很廣。表面管的數量遠遠超過通常的認識，因為大多數隨後都被埋入地下了。

### 膨脹洞穴

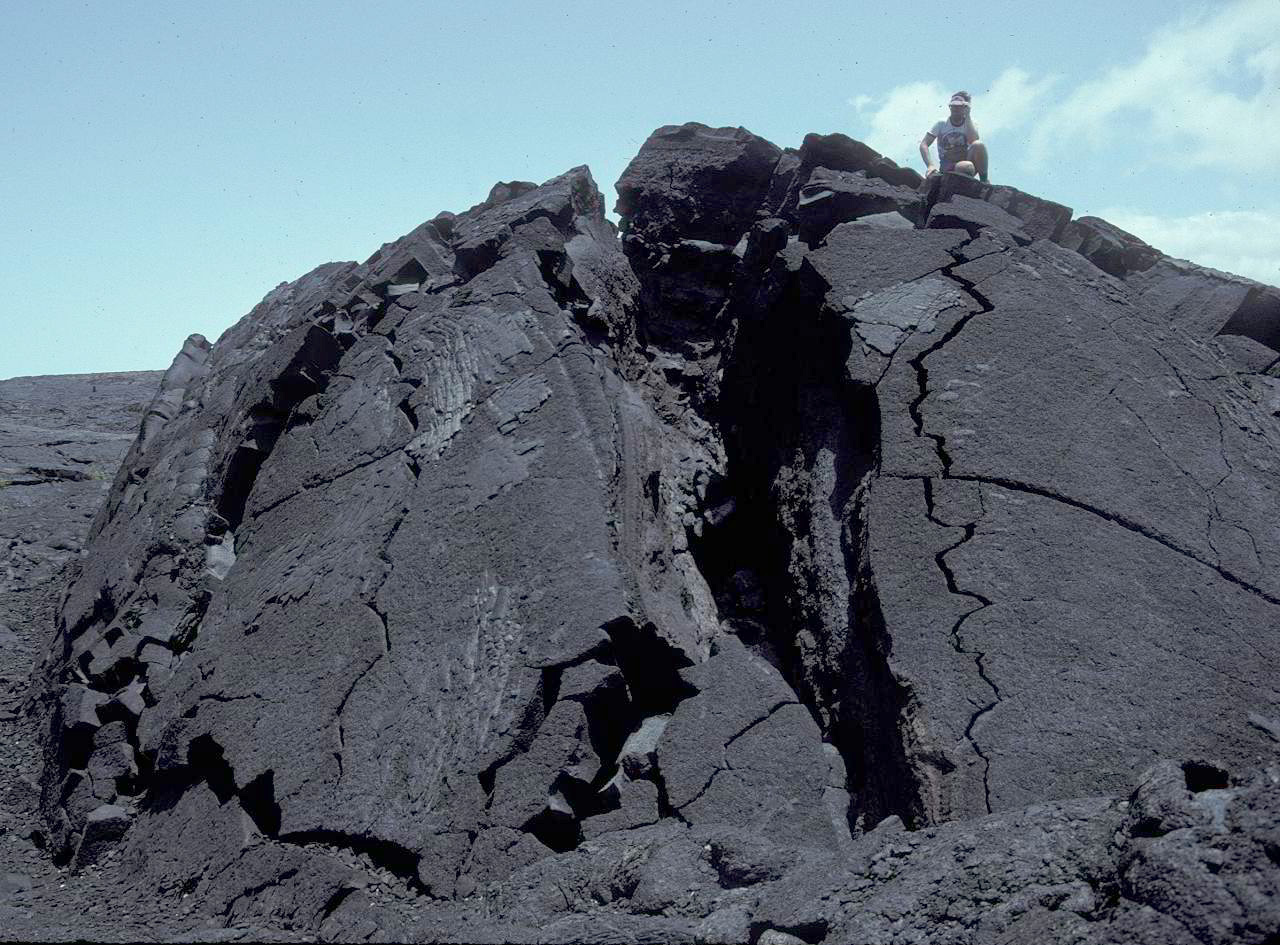
充氣洞穴可以位於像這樣的壓力脊內。

膨脹洞穴往往是熔岩受到加壓並推動外部岩石時形成的小洞穴。然後，熔岩可能會在稍後排出，留下一個膨脹的洞穴。在某些情况下，火山氣體可能會對固體或半固體熔岩施加壓力，並形成一個基本上被稱為水泡的薄岩石氣泡。這些水泡有時大到足以構成洞穴。膨脹洞穴可能會被誤認為是熔岩管，因為它們通常具有許多相同的特徵。膨脹洞穴的一個例子可以在壓力脊 (熔岩)中找到。壓力脊是硬化熔岩的斷裂裂片，有時可能是中空的。

### 隆起洞穴
隆起洞穴與壓力脊和膨脹過程有關。隆起洞穴可以在壓力脊的邊緣，或者在壓力脊的壓力高原形成，在壓力脊或高原凸邊開始向外擴展的地方，它通常會在下面留下一個空隙。儘管已經發現了更長的洞穴，長度可達30英尺（9.1米），但隆起洞穴通常不超過5—10英尺（1.5—3.0）。

### 開放式垂直管道

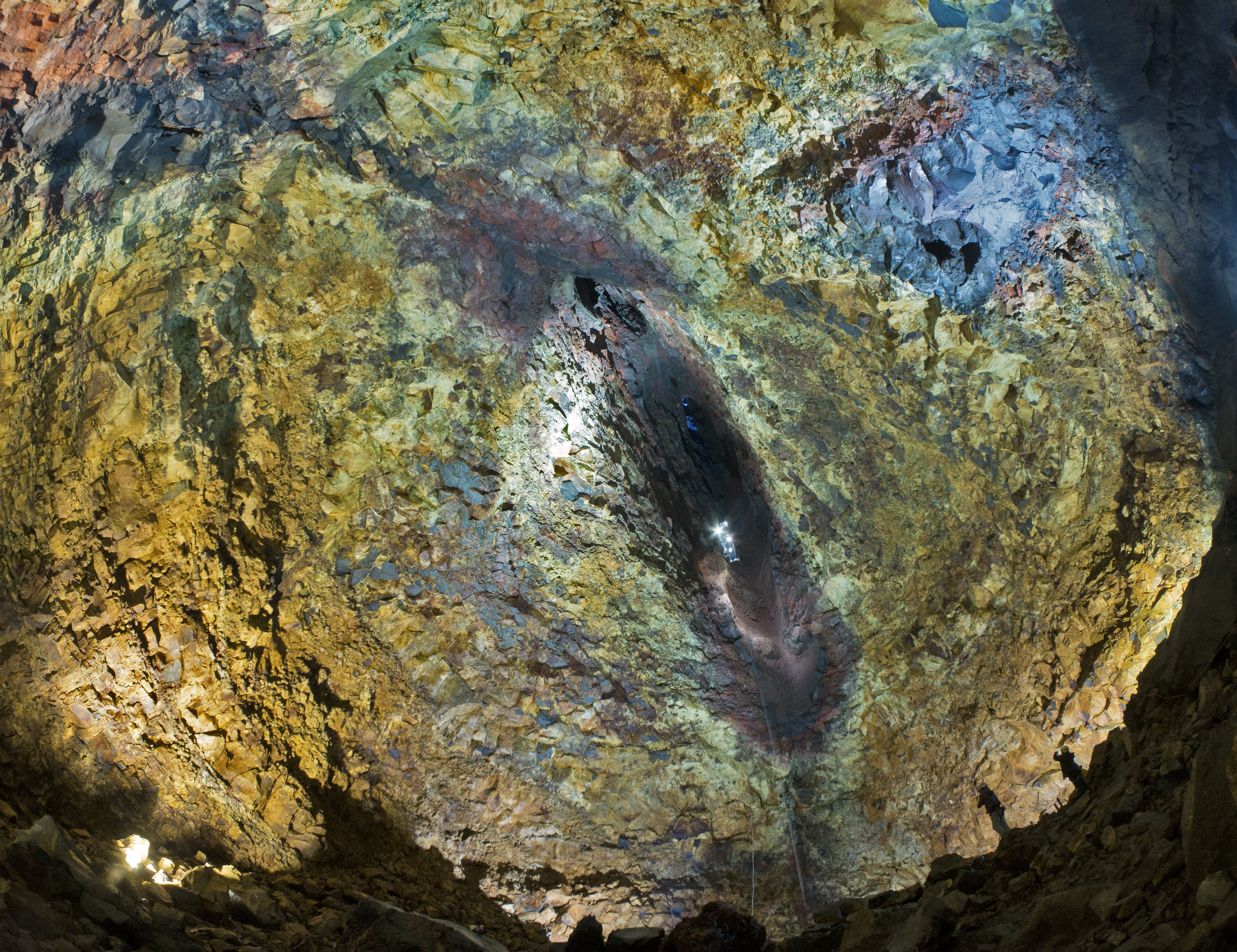
從以前的岩漿室往上看冰島特里努卡吉古爾（Thrihnukagigur）的火山口，這是一個開放的火山管道。

開放式垂直管道或，OVCs是熔岩上升到地表然後消退的垂直通道。它們有一個圓形或橢圓形的通道。深度從幾英尺到至少165英尺不等，直徑從不到一英尺到25英尺不等。它們的內部由重新熔化的襯裡組成，通常裝飾著短鐘乳石。OVC通常，但不一定形成在通風口結構的頂部，如飛濺錐、飛濺脊或熔岩丘。熔岩丘是在熔岩管頂部形成的開放式垂直管道。已知最深、最壯觀的OVC之一是冰島的特里努卡吉古爾。它從地表下降120米，到達岩漿室的上層。

### 鍋狀火山口

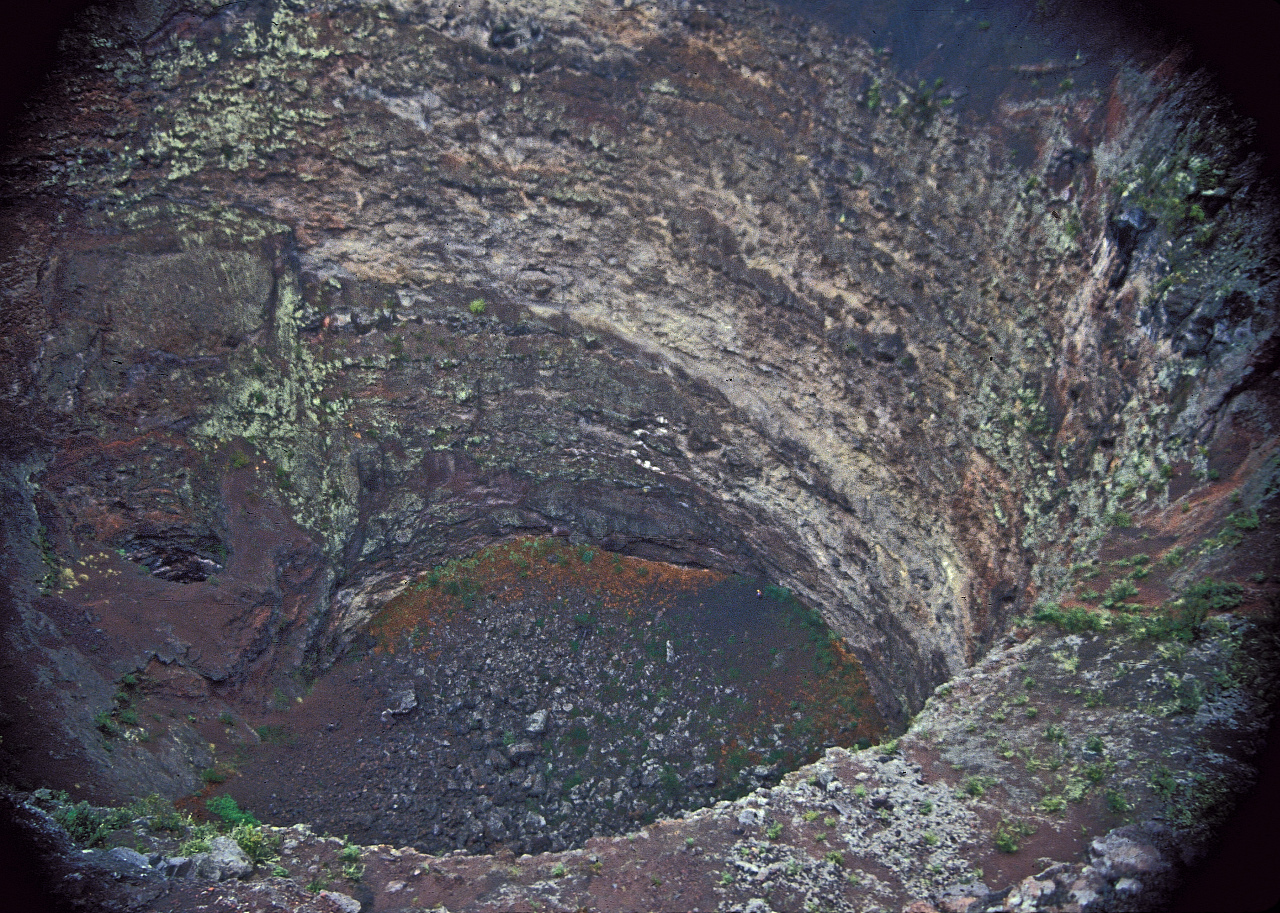
帶有內坑的坑式火山口，一個開放的垂直火山管道。

當未完全到達地表的岩漿排出形成空隙，其上方的地面坍塌時，就會形成鍋狀火山口。這些巨大的露天坑，有著陡峭的牆壁，類似於由溶液形成的一些大型豎井，通常需要繩索下降進行勘探。雖然大多數岩漿庫沒有延伸到可見的地板之外，但其它岩漿庫可能有通往相鄰（現在是空的）岩漿室的入口，例如瑞士洞穴探險隊在夏威夷火山國家公園探索韋厄峰英語：火山口時看到的那樣。在夏威夷Hualālai火山的Na One，一個深達430英尺（130）鍋狀火山口底部的狹窄開口通向一個總深度為880英尺（270）的開放垂直火山管道。

### 裂谷洞穴

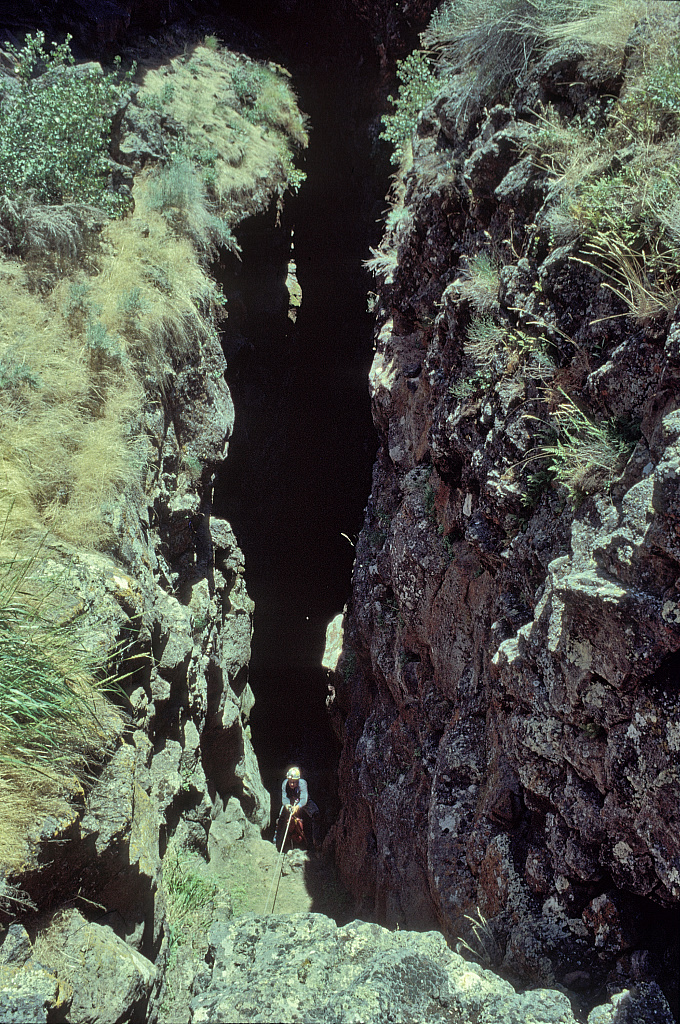
裂谷洞穴

裂谷或裂隙洞穴，沿著火山裂縫帶和噴發裂縫形成，或在與火山活動相關的裂縫中形成。這些是構造形成的，是由「熔岩在凝固過程中和凝固後的應力」引起的。它們也可能是裂縫爆發的地點，牆壁上佈滿了飛濺物。著名的裂谷洞穴包括水晶冰洞，形成於愛達荷州的大裂谷（現在是月球隕石坑國家紀念碑和保護區的一部分）。已知大裂谷中的洞穴深達800英尺（240）。

### 熔岩模洞

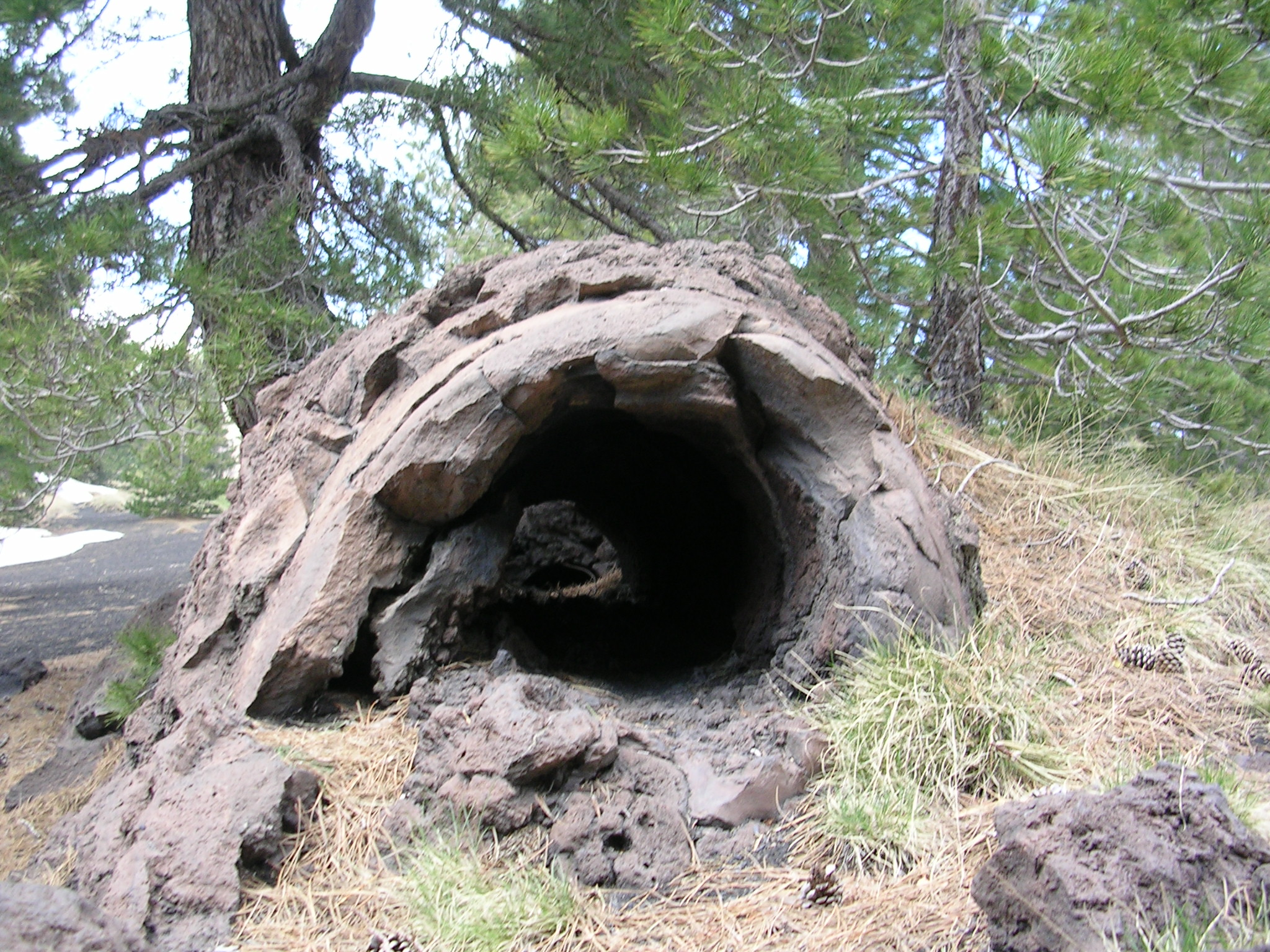
在樹幹中的熔岩模洞

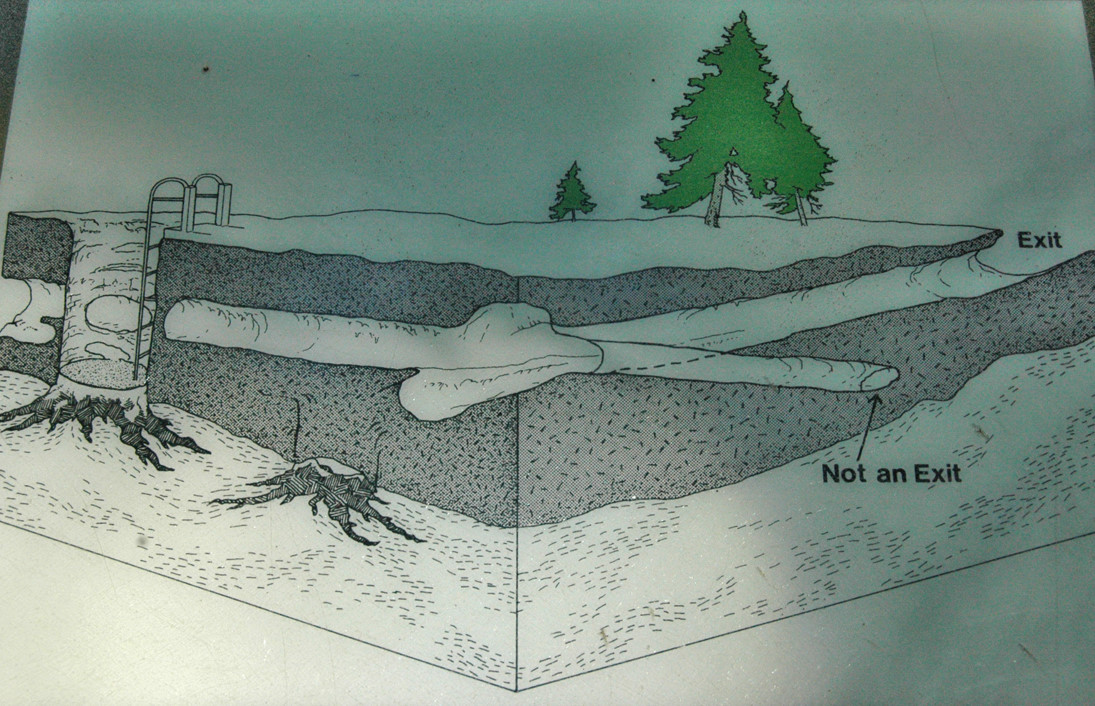
熔岩溶洞圖解

熔岩模洞，有時被錯誤地稱為「熔岩鑄件」，是在熔岩圍繞樹木（熔岩樹模）甚至大型死亡動物流動時形成的。被熔岩吞噬的物質會燃燒或腐爛，最終會留下一個具有原始形狀的中空空間。通常這些熔岩模洞不會很大，但在倒下的原木群接觸的地方可能會變得有些複雜，然後可能會形成洞穴，這些洞穴在產生的空隙相交的幾個方向上延伸。在華盛頓州（美國）聖海倫斯火山國家火山紀念碑附近已知的這種洞穴是猿洞，而最著名的是在日本吉田太奈地區。非洲的尼拉貢戈火山有大象熔岩模洞，華府的藍湖有一個第三紀時代犀牛形狀的熔岩模洞。